# Иосиф бен-Авраам Алиас

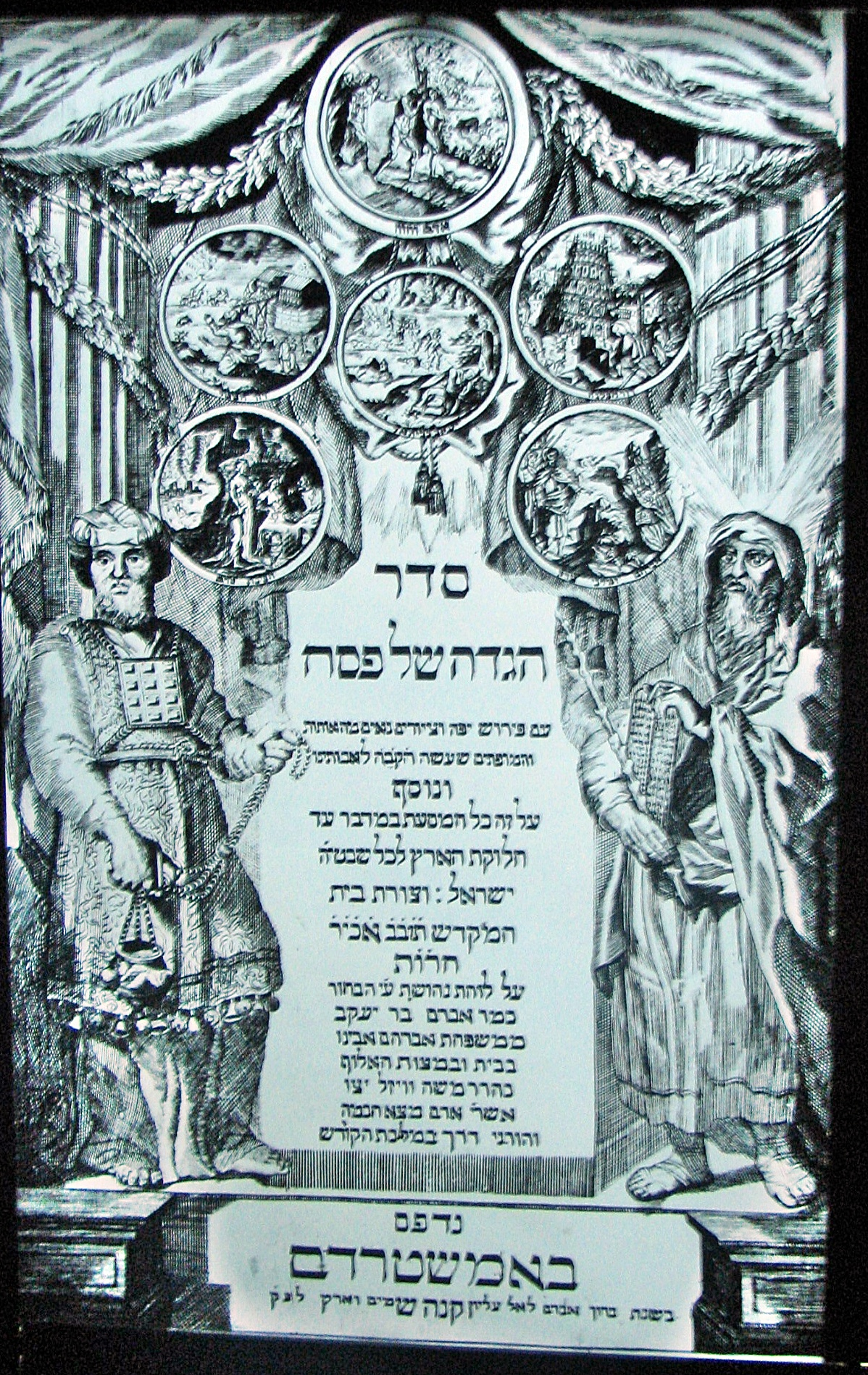
Титульный лист пасхальной Аггады, иллюстрированной в Амстердаме (1695)

Иосиф бен-Авраам Алиас (ивр. יוסף אטיאס‎, ок. 1635, Кордова или Лиссабон — 12 мая 1700, Амстердам) — типограф, издатель, купец, книгопечатник и издатель знаменитой еврейской Библии, которая была одобрена Генеральными штатами Голландской Республики, а также еврейскими и христианскими богословами.

## Биография

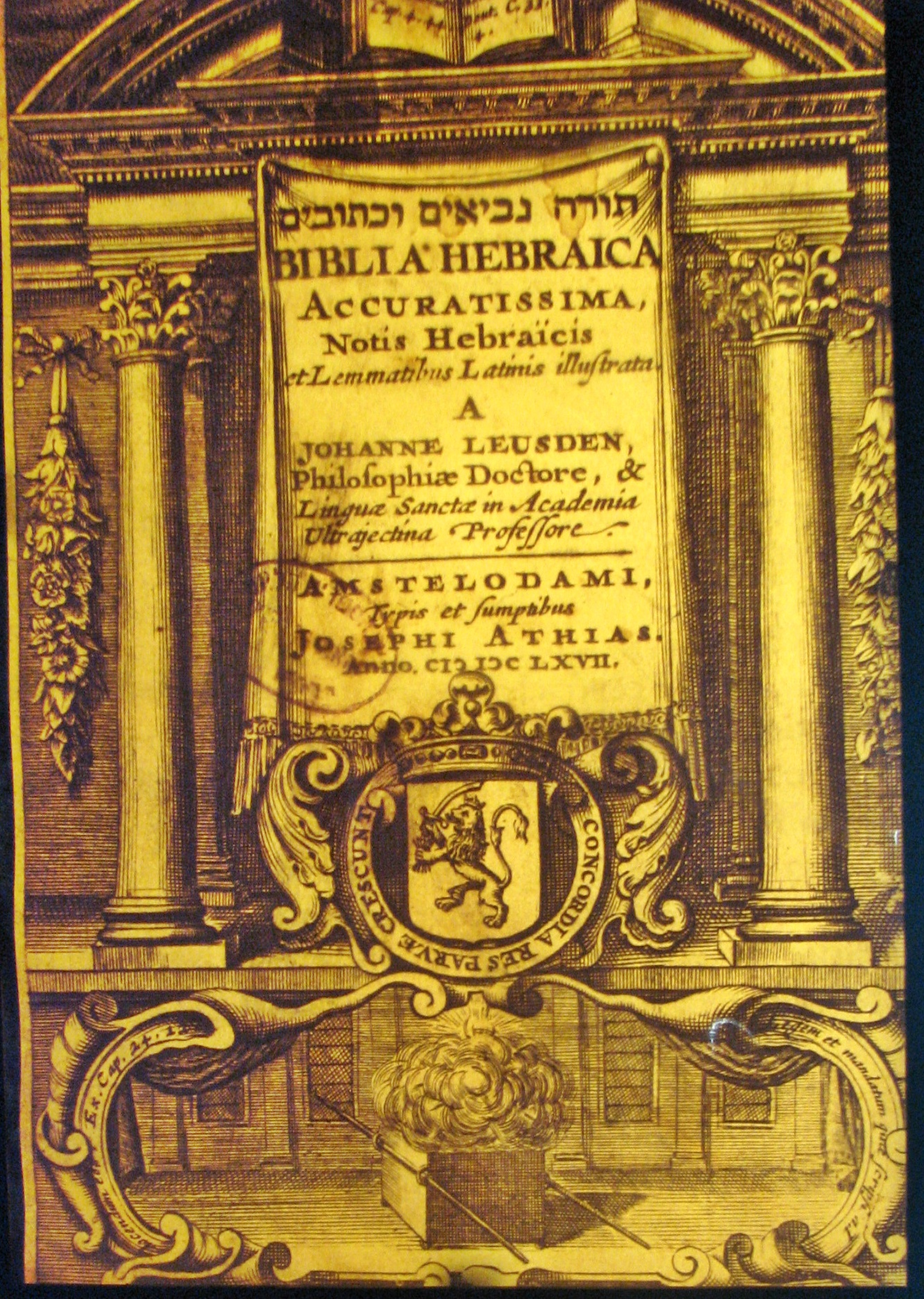
Титульный лист еврейской Библии, напечатанной Афиасом в 1667 году

Приехал в Амстердам, по-видимому, несколько ранее 1658 г. и стал заниматься там типографским и издательским делом. Его первая книга, молитвенник по обряду сефардов  «Tikkun Sepher Torah» с введением в стихах Соломона де Оливейра, была опубликована в 1658/1659 гг. В 1661 и 1667 он выпустил два издания еврейской Библии с (арабскими) пронумерованными стихами.  Второе издание его Библии было подготовлено более тщательно, чем первое, и с более красивым шрифтом и украшениями. В следующие два года Алиас всецело посвятил себя работе по известному изданию Библии, корректуру которого провёл лейденский профессор Иоанн Леусден. По мнению Штейншнейдера, издание по внешнему своему виду и исполнению — образец еврейского тиснения; по выходе его в свет Алиас был принят в цех печатников (1661). Кроме того, он издал следующие сочинения: Пятикнижие с приложением Мегиллот и Гафтарот, 1655; Псалмы с голландским переводом (корректор И. Леусден), 1666—1667; второе издание Библии, в 1677 г., напечатанное лучшим шрифтом и снабженное украшениями. 
После выхода в свет 2-го издания правительство нидерландских Генеральных штатов пожаловало ему золотые медаль и цепь стоимостью в 600 гульденов. По поводу того же издания Алиас выпустил небольшой плакат, озаглавленный «Coccus de coloribus contra reprehensiones Sam. Maresii de ed. Bibl.», Амстердам, 1669. Издал также «En Jacob» (1684—85) и молитвенники по португальскому и немецкому ритуалам.
Типография Алиаса была одной из наилучше оборудованных в Амстердаме. Будучи состоятельным человеком, он тратил массу денег на изготовление красивого шрифта и требовал от наборщиков и гравёров артистической работы. Начатое им издание Маймонидова «Jad ha-Chazakah» с «Lechem Mischneh» в 5 томах, 1702—1703 г., завершенное после его смерти сыном его Иммануилом, является, по словам гебраиста М. Штейншнейдера, наиболее изящным памятником еврейского книгопечатания (матрицы и шрифт из типографии Алиаса после смерти отца и сына перешли во владение типографии Propps’a). 
В конце книги упоминается о сожжении отца Алиаса, маранна Авраама Алиаса на аутодафе в Кордове (1667).
Пятном на деятельности Алиаса являются обстоятельства, связанные с изданием еврейско-немецкого перевода Библии. Типограф Самуил Бен Ури Шрага Феб, внук первого сефардского раввина в Амстердаме, предложил некоему Иекутиелю Блицу перевести Библию на еврейско-немецкий язык и, прежде чем приступить к печатанию этого перевода, выхлопотал от «Синода четырех стран» привилегию, запрещавшую перепечатку перевода в течение 10 лет под угрозой анафемы (1671). Раввины португальских, немецких амстердамских и других общин подтвердили эту привилегию. Тогда Феб, рисковавший чуть ли не всем своим состоянием в случае неудачи задуманного предприятия, пригласил вступить товарищами в дело двух христиан: альдермана (старшину цеха) Вильгельма Блау и юриста Лаврентия Балла. Благодаря их содействию Фебу удалось получить от польского короля Яна III Собеского привилегию на признание за его переводом права литературной собственности в Польше в течение 20 лет (1677). 
Во время печатания рукописи один из наборщиков, Иосель (Иосиф) Витценгаузен, изготовив собственный перевод, просил Алиаса отпечатать и издать его. Алиаса тогда пустил в ход все свои связи и заручился привилегией на свой перевод от властей Голландии и Зеландии, a затем при содействии еврейского агента польской казны в Голландии, некоего Симона, получил ещё более милостивую привилегию от «Синода четырех стран» (Ярослав, 21 сентября, 1677; Люблин, 27 апреля, 1678). Витценгаузен и Алиаса не обратили внимания на последовавшие со всех сторон предостережения не конкурировать с Фебом и Блицем и приступили к печатанию перевода 5 декабря 1678 г. Издание Феба вышло в Амстердаме в 1678, a полное издание Алиаса в 1679 г. Последнее было снабжено предисловием, посвящённым великому курфюрсту Бранденбургскому, благосклонно относившемуся к прусским евреям, в особенности к венским изгнанникам 1669 г. 
Оправдание поступку Алиаса некоторые находят в том, что между первой и второй привилегиями «Синода четырёх стран» истек 10-летний срок. Несмотря на указание Витценгаузена, нельзя положительно утверждать, что корректором обоих изданий был Мейер Штерн, занимавший пост главного раввина ашкеназской общины в Амстердаме, который в этом случае должен был бы считаться лицом, санкционировавшим несправедливый поступок Алиаса по отношению к Фебу.